# Piersanti Mattarella

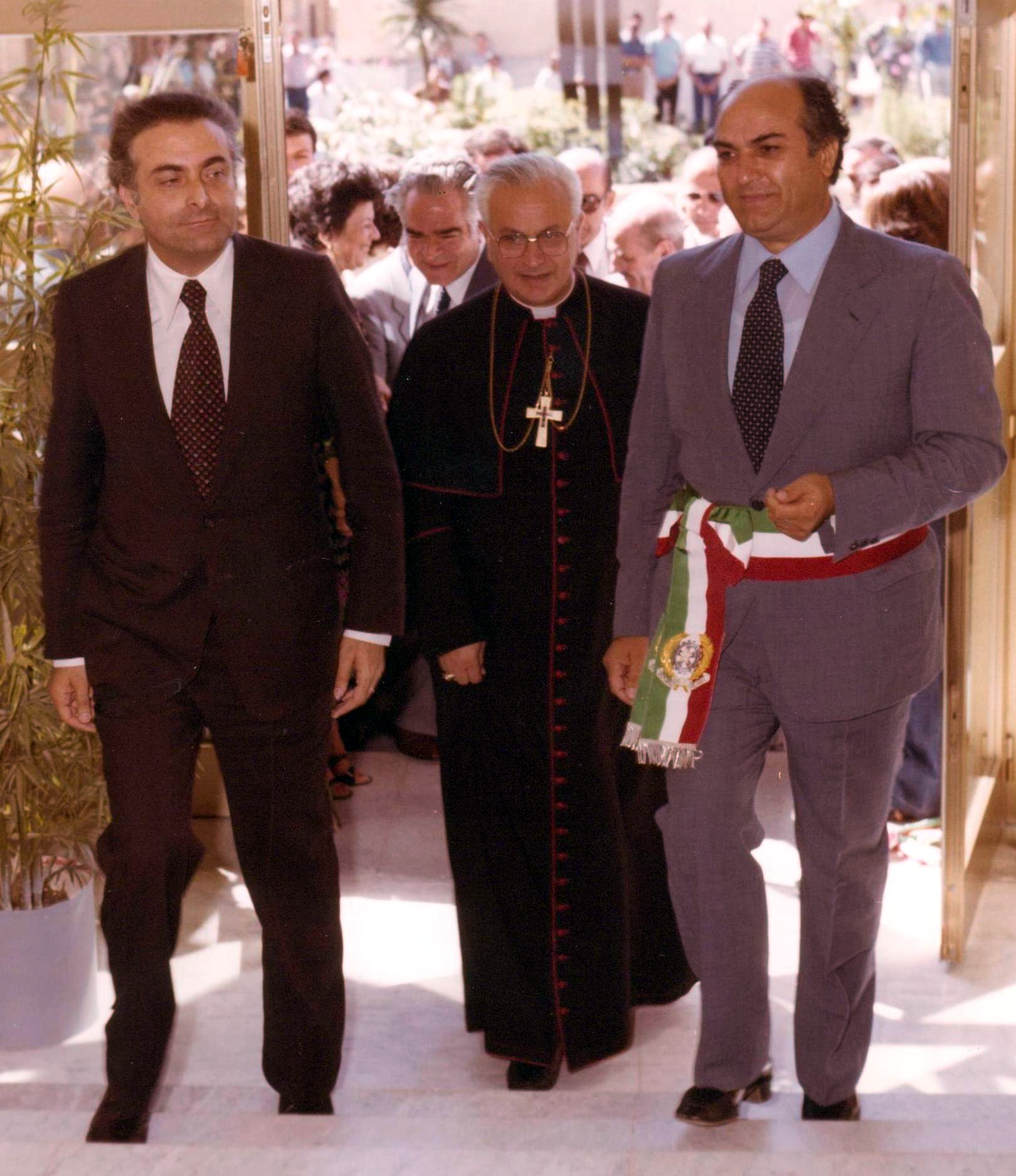
Piersanti Mattarella (links) (1973)

Piersanti Mattarella (* 24. Mai 1935 in Castellammare del Golfo; † 6. Januar 1980 in Palermo) war ein italienischer Politiker, der besonders durch die Bekämpfung der Mafia in Erscheinung trat. Mafiosi ermordeten ihn 1980 vor seinem Haus.

## Leben
Mattarellas Vater Bernardo Mattarella (1905–1971) war von 1948 bis zu seinem Tod Abgeordneter für die Democrazia Cristiana (DC). Mattarellas jüngerer Bruder Sergio Mattarella (* 1941) ist seit 2015 italienischer Staatspräsident. 
Piersanti, ebenfalls Mitglied der DC, hatte ab 1967 Positionen im Parlament inne und wurde 1978 Präsident der Region Sizilien. Als Hauptziel seiner Amtszeit sah er die Bekämpfung der Mafia und ihrer Verstrickung mit der Politik, teilweise auch eigener Parteimitglieder. Er wollte alle öffentlichen Ämter von Mafia-Mitgliedern befreien und in Sizilien die übrigen Italien üblichen gesetzlichen Grundlagen in diesem Bereich etablieren. 
Als Gerüchte über eine bevorstehende Ermordung Mattarellas laut wurden, kontaktierte Giulio Andreotti vergeblich den Mafiaboss Stefano Bontade, um diesen von dem Vorhaben abzubringen.
Am 6. Januar 1980 wurde Piersanti Mattarella von den Corleonesi vor seinem Wohnsitz am Viale della Libertà ermordet. Laut Aussage des Pentito Francesco Marino Mannoia waren Mattarellas Mörder die Cosa-Nostra-Mitglieder Salvatore Federico, Francesco Davì, Santo Inzerillo und Antonio Rotolo.